# Gabrantovices
Los Gabrantovices eran un pueblo celta del norte de Inglaterra que habitaba el actual condado de North Yorkshire. Fue una de las tribus absorbidas por los brigantes, al igual que los Latenses (Leeds), Setantii (Lancashire), Lopocares y Textoverdi (al norte, donde se construiría el Muro de Adriano e incluso los Carvetii de Cumbria.
Hay una discutida referencia de Ptolomeo en su Geografía al "Golfo de los Gabrantovices", ubicándolo al norte del territorio de los parisii.